# Mormyrus tapirus
Mormyrus tapirus är en fiskart som beskrevs av Pappenheim, 1905. Mormyrus tapirus ingår i släktet Mormyrus och familjen Mormyridae. IUCN kategoriserar arten globalt som livskraftig. Inga underarter finns listade i Catalogue of Life.